# Hans-Joachim Mogalle

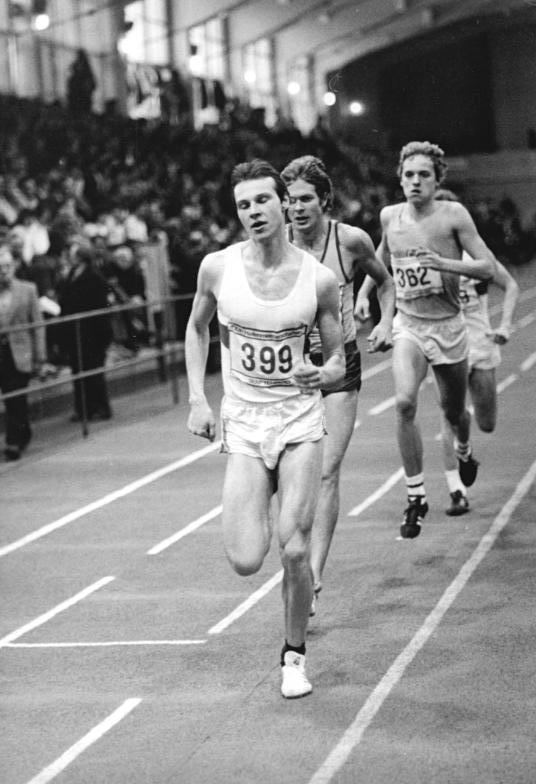
Hans-Joachim Mogalle 1981

Hans-Joachim Mogalle (* 28. August 1959 in Halle (Saale)) ist ein ehemaliger deutscher Leichtathlet, der – für die Deutsche Demokratische Republik (DDR) startend – 1982 Fünfter bei den Halleneuropameisterschaften im 800-Meter-Lauf wurde.
Mogalle belegte bei den DDR-Meisterschaften 1980 den fünften Platz. 1981 und 1982 gewann er jeweils den Titel in der Halle. Bei den Halleneuropameisterschaften 1982 in Mailand belegte er den fünften Platz. Bei den DDR-Meisterschaften im Freien kam er 1982 hinter Detlef Wagenknecht und Olaf Beyer ins Ziel. Alle drei vertraten die DDR bei den Europameisterschaften in Athen, wo Mogalle als Siebter des Zwischenlaufs den Finaleinzug verpasste. 1983 belegte Mogalle abermals den dritten Platz bei den DDR-Meisterschaften. Nach zwei schwächeren Jahren kehrte Mogalle 1986 noch einmal auf die Bahn zurück und wurde auf Anhieb DDR-Meister. Bei den Europameisterschaften in Stuttgart schied er wie vier Jahre zuvor im Zwischenlauf aus. 1987 gewann Mogalle in der Halle seinen dritten Titel.
Mogalle startete für den SC Chemie Halle. Seine persönliche Bestleistung stellte er mit 1:44,93 s 1982 in Potsdam auf. Bei einer Körpergröße von 1,84 m betrug sein Wettkampfgewicht 69 kg. 